# Valgreghentino

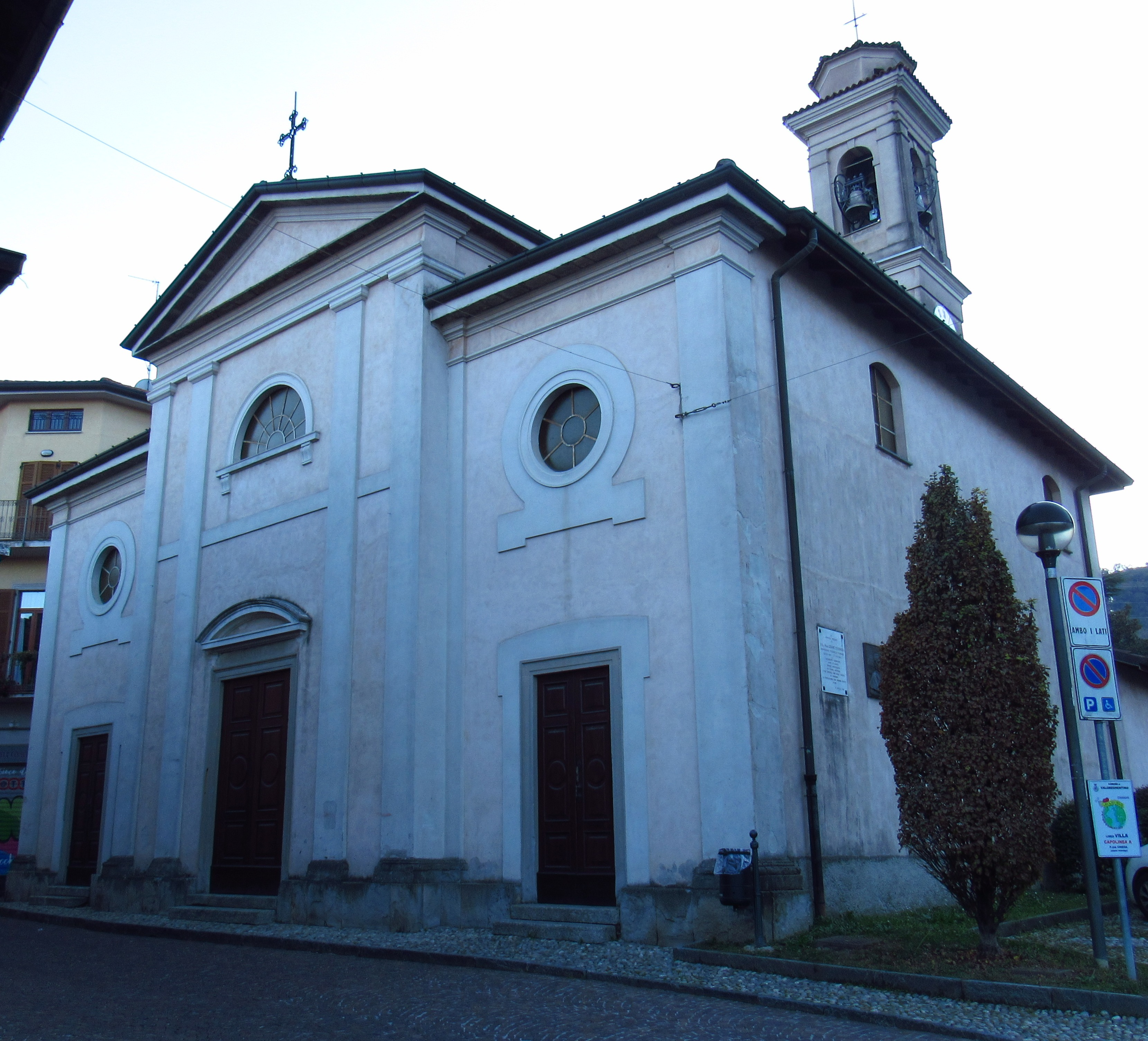
Alte Pfarrkirche von Villa San Carlo

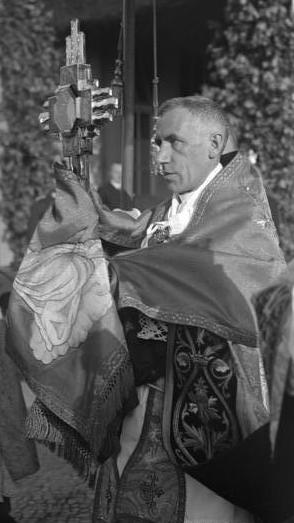
Cesare Orsenigo, Apostolischer Nuntius (1932)

Valgreghentino ist eine Gemeinde in der Provinz Lecco in der italienischen Region Lombardei mit 3360 Einwohnern (Stand 31. Dezember 2023). 

## Geographie
Valgreghentino liegt etwa 8 km südlich der Provinzhauptstadt Lecco und 40 km nordöstlich der Millionen-Metropole Mailand. Im Jahr 1971 hatte die Gemeinde Valgreghentino eine Fläche von 628 Hektar. 
Die Nachbargemeinden sind Airuno, Colle Brianza, Galbiate und Olginate.

## Geschichte
Am 4. Dezember 1279 beanspruchte das Kloster Sant’Ambrogio (Mailand) vor dem Podestà von Mailand Lotterio Rusca die Ehre und den Districtus über die Logos de Capiate, de Greghantino, de Milianigo. In diesen Orten bat das Kloster den Stadtrat, den Podestà nicht zu stellen. In den Statuten für die Straßen und Gewässer des Herzogtums Mailand wurde die Gemeinde Garlate als el locho da Gargantino bezeichnet. Im Jahr 1412 schwor die Gemeinde Greghentino durch Bevollmächtigte Filippo Maria Visconti die Treue, der der Martesana superiore (Monte di Brianza) die bereits von Bernabò Visconti im Jahr 1373 und Giangaleazzo Visconti im Jahr 1385 gewährten Steuerbefreiungen für die loca et cassine Montis Brianze erneut bestätigte. Im Grundbuch des Herzogtums Mailand von 1558 und den nachfolgenden Aktualisierungen bis zum 17. Jahrhundert wurde Greghentino in die Pieve von Garlate aufgenommen. In einem Prospekt aus dem Jahr 1572 (Terre Ducato di Milano, 1572), in dem alle Ländereien des Herzogtums Mailand und andere, die für den Verkauf freigegeben waren, aufgeführt waren, war auch Valgreghentino enthalten. Aus den Antworten, die 1751 auf die 45 Anfragen der königlichen Volkszählungsbehörde gegeben wurden, geht hervor, dass die Gemeinde Valle Greghentino mit Villa Greghentino, die zur Gemeinde Garlate gehörte, zu diesem Zeitpunkt an den Markgrafen Cesare Airoldi belehnt wurde, dem nichts entsprach; Die Gemeinde unterstand neben dem in Lecco ansässigen feudalen Podestà Pompeo Arrigone dem königlichen Vikar von Martesana, bei dessen Strafbank der Konsul einen Eid abzulegen pflegte.
Nach der zeitweiligen Vereinigung der lombardischen Provinzen mit dem Königreich Sardinien wurde die Gemeinde Valgreghentino mit 1.102 Einwohnern, die von einem fünfzehnköpfigen Gemeinderat und einem zweiköpfigen Stadtrat verwaltet wird, auf der Grundlage der durch das Gesetz vom 23. Oktober 1859 festgelegten territorialen Aufteilung in den Bezirk V von Oggiono, Bezirk III von Lecco, Provinz Como, eingegliedert.
Bei der Gründung des Königreichs Italien im Jahr 1861 hatte die Gemeinde 1.201 Einwohner (Volkszählung 1861). Nach dem Gemeindegesetz von 1865 wurde die Gemeinde von einem Bürgermeister, einer Junta und einem Rat verwaltet. Im Jahr 1867 wurde die Gemeinde in denselben Bezirk, Kreis und dieselbe Provinz eingegliedert (Verwaltungsbezirk 1867). Im Jahr 1924 wurde die Gemeinde in den Bezirk Lecco der Provinz Como eingegliedert. Im Jahr 1927 wurden die aufgelösten Gemeinden Biglio und Dozio zur Gemeinde Valgreghentino zusammengefasst. Nach der Gemeindereform von 1946 wurde die Gemeinde Valgreghentino von einem Bürgermeister, einer Junta und einem Gemeinderat verwaltet.

## Persönlichkeiten
- Cesare Orsenigo (1873–1946), Erzbischof und Diplomat, Apostolischer Nuntius in Deutschland.